# C/1999 H1
O C/1999 H1 ou Cometa Lee é um cometa não periódico, ou de longo período, descoberto visualmente na Austrália em 16 de Abril de 1999 pelo astrônomo amador Steven Lee.
Quando da descoberta, em Mudge - Nova Gales do Sul (Astrália), o cometa aparecia como um objeto difuso de magnitude 9 e sem cauda aparente, mantendo-se com uma cauda muito pequena durante quase toda sua passagem.
Em virtude de sua aparição ocorrer no penúltimo ano do fim do milênio, ela foi associada a previsões catastróficas de Nostradamus.